# 588
عام 588م وفيه حدث ما يلي:

## أحداث
- الجنرال الفارسي بهرام تشوبين (الذي أصبح لاحقاً الملك بهرام السادس)، يقوم بهزيمة الأتراك.

## مواليد
- عمر بن الخطاب
- أبو حذيفة بن عتبة.[1]
- عبيدة بن سعيد بن العاص

## وفيات
- النباش بن زرارة التميمي
- حرب بن أمية